# ضريبة وردية

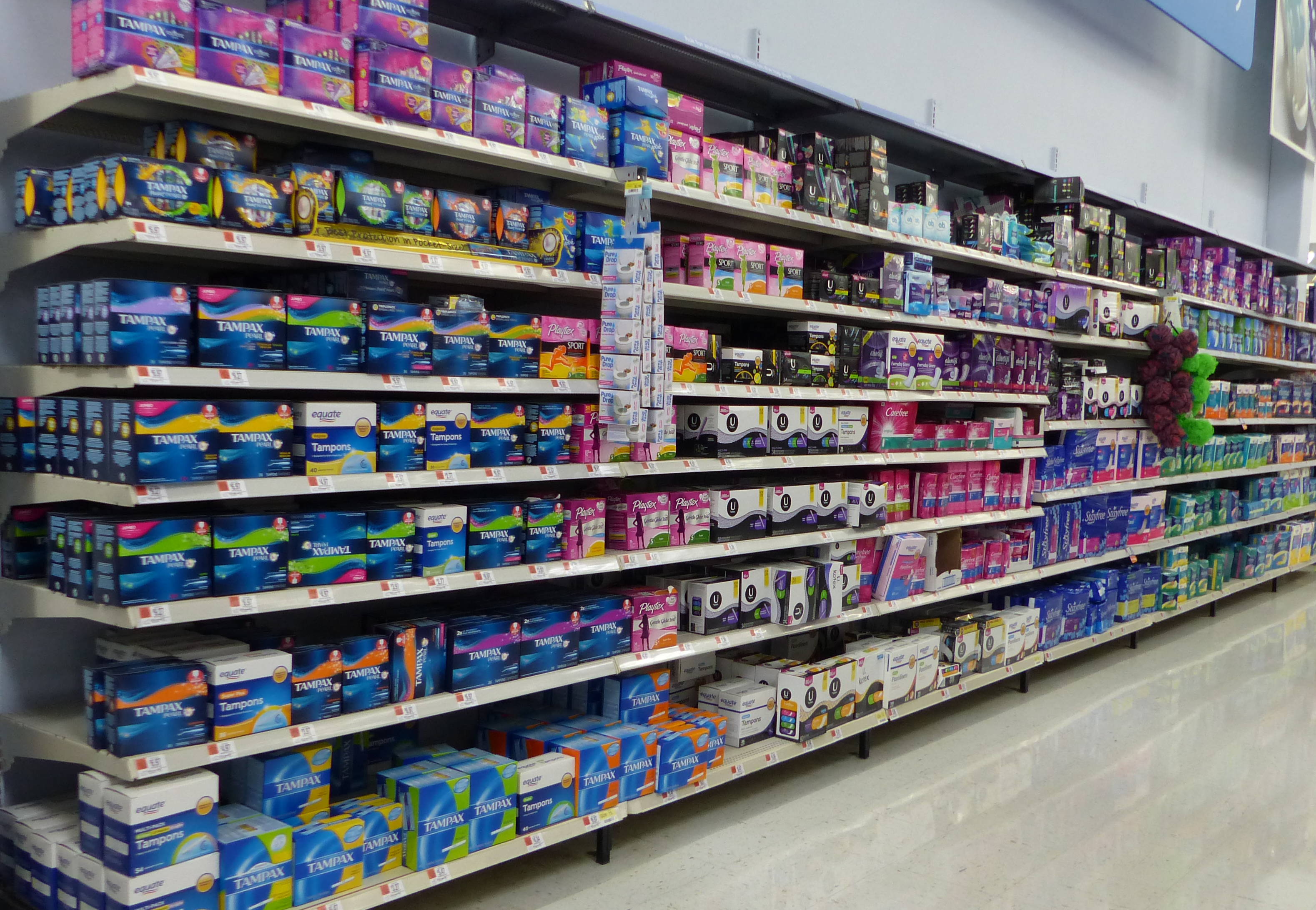
تخضع منتجات النظافة النسائية للضرائب في عدد من البلدان

الضريبة الوردية أو الضريبة الأنثوية (بالإنجليزية: pink tax)‏ هو مصطلح يشير إلى زيادة أثمنة المنتجات على أساس التمييز الجنسي، فتدفع النساء أكثر لشراء نفس المنتجات لمجرد تغلييفها في عبوات وردية أو بنفسجية اللون ورغم احتوائها على نفس مكونات المنتجات التي يتم تسويقها للرجال، وبسبب تلك الضريبة القائمة على أساس التمييز الجنسي تدفع النساء 1,351 $ أكثر من الرجال سنويا لشراء نفس المنتجات.

## الحجج التي تتحدى مفهوم الضرائب الوردية
لا يعتقد الجميع أن الضريبة الوردية حقيقية على الرغم من الدراسات التي يبدو أنها تثبت وجودها والقوانين التي تم تمريرها في محاولة لمكافحتها، لدى المشككين ثلاث حجج رئيسية ضدها:

### اختلاف السلع النسائية والسلع الرجالية
يذكر تقرير فيرمونت حول التسعير القائم على النوع الاجتماعي أن تجار التجزئة ومقدمي الخدمات يستطيعون تفسير الاختلافات المشروعة عند تحديد الأسعار، يشير التجار إلى أنه يمكن إرجاع أسباب اختلاف الأسعار إلى الوقت وطول الشعر وتعقيد القطع والتصميم والتلوين، على سبيل المثال رغم أن شفرات الحلاقة الرجالية والنسائية متشابهة في الأصل لكن تُضاف خواصٌ أكثر انسيابية للشفرات النسائية لكي تكون أكثر ملاءمةً لاحتياجات المرأة، وأيضًا عند تصنيع بنطال من الجينز للنساء يحتاج القماش إلى قصات أكثر انحناءً ليتلاءم مع شكل جسم المرأة.

### قوانين الاقتصاد المانعة للتمييز السعري
يجادل بعض الاقتصاديين بأن تجار التجزئة ومقدمي الخدمات لا يستطيعون حقًا أن يفرضوا على النساء سعرًا أكبر مقابل منتج مماثل، لأنهم إذا فعلوا ذلك فإن الشركات المنافسة التي تحاول الحصول على هذه الأرباح ستزيد المعروض مما يدفع الأسعار إلى الهبوط.

### المرأة ذكية ولديها حرية في الاختيار
كتب جون دوتسون من خلال الاستمرار في شراء السلع بأسعار مختلفة للرجال والنساء، أشار المستهلكون إلى أنهم يعتقدون أنه لا يوجد شيء خاطئ في وجود فروق في الأسعار بين منتجات الرجال والنساء. وإذا كان المنتجان المختلفان متماثلين حقًا، فسوف تتجه النساء ببساطة لشراء نسخة الذكور من المنتجات”. وتحيل إليزابيث براون، وهي المحرر المساعد لمجلة الحجج التي تتحدى مفهوم الضرائب الوردية (Reason)، أن النساء يدركن الاختلافات ويخترن دفع المزيد عندما يكون لديهن خيار دفع أقل لشراء نسخة الرجال. يمكن للمرء أن يُرجع ذلك إلى واحد من استنتاجين اثنين: إما أن النساء تتعرض لغسيل دماغ من خلال التسويق بحيث يخترن المنتجات مقابل مصالحهن الفُضلى بسبب ذلك، أو تجد النساء بعض الجاذبية المميزة في منتجات النساء -سواء أكانت تلك المكونات المختلفة فعلاً أو لعوامل تجميلية أو أي شيء آخر- يجعلهم يستحقون دفع المزيد. وتذهب براون مع التفسير الذي يمنح المرأة القليل من الذكاء والوكالة.

## سبب جعل النساء يدفعن أكثر
في المغاسل تدفع النساء أكثر لغسل ملابسهن؛ ذلك لأن الغسالات مصممة لملابس رجالية، وقمصان كبيرة، فتحتاج ملابس النساء حينها لخدمة الغسيل اليدوي ذات الكلفة الأعلى، وقد تبين أن النساء يدفعن أكثر لتصليح سياراتهن أيضًا، لا لشيء سوى أنهن نساء. ففي دراسة أجُريت لبيان هل تختلف تكلفة إصلاح المبرد للنساء عنها للرجال من قبل عمال إصلاح السيارات؟ كانت النتيجة هي أن متوسط تكلفة إصلاح المبرد للنساء تبلغ 406 دولارات، بينما تتكلف للرجال 383 دولارًا، وقد حاول مقدمو هذه الدراسة تفسير هذه الظاهرة، فأوضحوا أن العمال يعتقدون، سواء كان ذلك صحيحًا أم لا، أن النساء لا تمتلكن أي معلومات عن إصلاح السيارة، لذا تُنصح النساء بجمع معلومات أولًا عن تكلفة إصلاح السيارة، قبل الذهاب لورش الإصلاح.